# 食嫩植動物

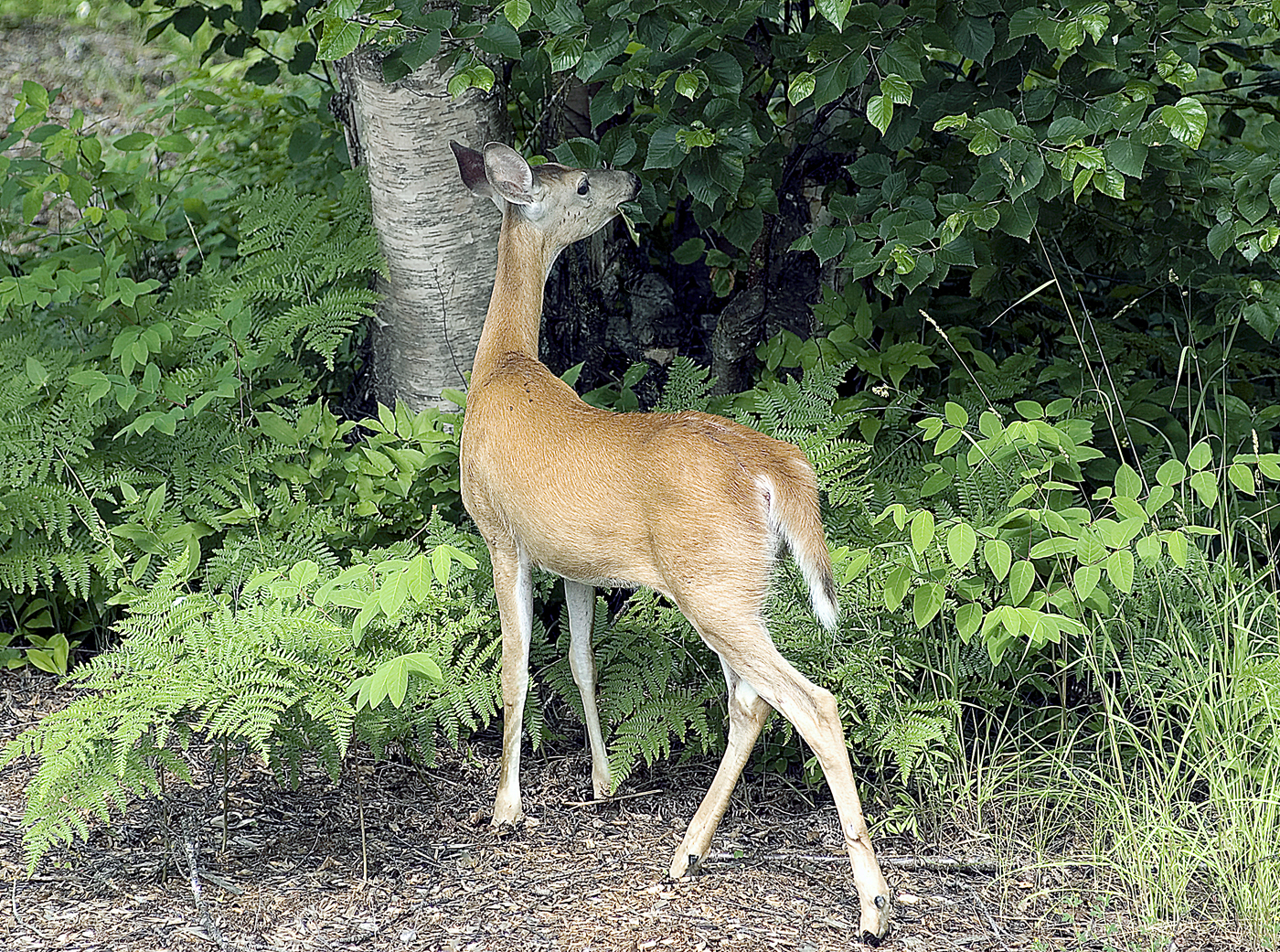
加拿大不列颠哥伦比亚省的一只白尾鹿正在吃树叶

食嫩植動物是一种植食性动物，食嫩植動物以叶子、植物的嫩部或有一定高度的木本植物（例如灌木）的果实为食。 家山羊就是一種食嫩植動物。如果食嫩植動物數量過多，凡是可以被它們碰到的植物葉子、果實等可能都要被它們吞噬，此時會不利於树木的繁殖。 

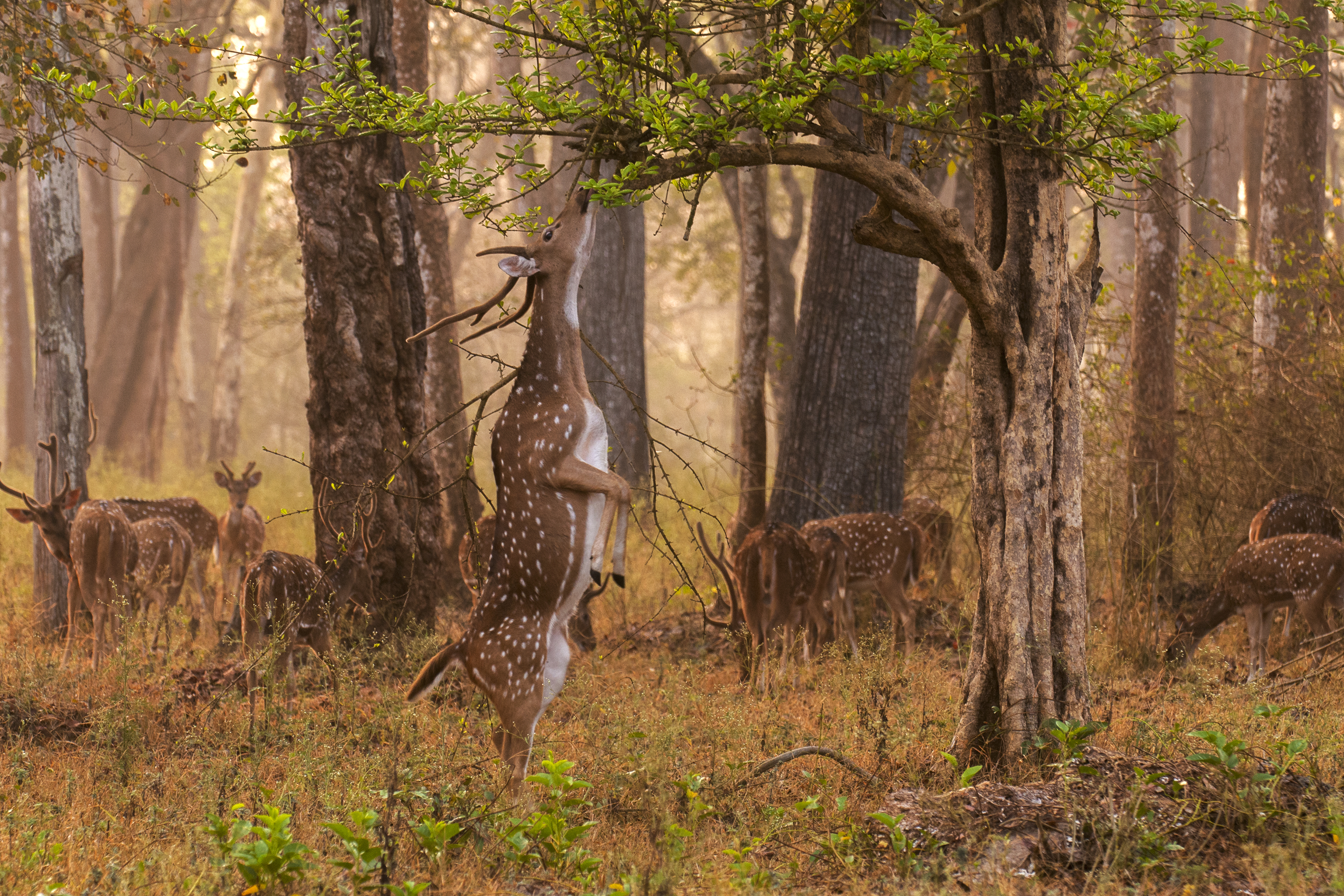
印度卡纳塔克邦的一隻花鹿